# Lingulamoeba leei
Lingulamoeba leei – gatunek ameby należący do rodziny  Vannellidae z supergrupy Amoebozoa według klasyfikacji Cavaliera-Smitha.
Forma pełzająca jest kształtu języka z tępą gładką krawędzią przednią. Hialoplazma zajmuje połowę lub więcej całkowitej długości pełzaka. Osobnik dorosły osiąga długość 16 – 23 μm, szerokość 12 – 18 μm. Posiada pojedyncze jądro kształtu sferycznego lub lekko owalnego o średnicy około 3,5 μm z centralnie umieszczonym jąderkiem o średnicy 2,5 μm.
Forma swobodnie pływająca kształtu kulistego o pomarszczonej powierzchni nie posiadająca pseudopodiów.
Występuje w morzu.